# Каапорский жестовый язык
Каапорский жестовый язык (Ka'apor Sign Language, Kaapor Sign Language, Urubu–Ka'apor, «Urubú Sign Language») — деревенский жестовый язык, который распространён среди маленькой общины народа каапор, который проживает в штате Мараньян в Бразилии. Справочник Ethnologue сообщает о 500 носителях, которые используют каапорский жестовый в качестве второго языка, и насчитывалось 7 человек в 1986 году, которые владели им как основным. Подрастающие слышащие дети знают как устную речь, так и систему знаков.